# Kecamatan Parakansalak
Kecamatan Parakansalak är ett distrikt i Indonesien.   Det ligger i provinsen Jawa Barat, i den västra delen av landet, 70 km söder om huvudstaden Jakarta.